# Casas del Monte
Casas del Monte ist ein westspanisches Dorf und eine Gemeinde (municipio) mit 768 Einwohnern (Stand: 2024) in der Provinz Cáceres im Norden der autonomen Region Extremadura. 

## Lage und Klima
Casas del Monte liegt in einem Teil des Iberischen Gebirges, in einer Höhe von ca. 600 m. Die Entfernung nach Cáceres beträgt etwa 110 km (Fahrtstrecke) in südsüdwestlicher Richtung. Durch die Gemeinde führt die Autovía A-66 nach Salamanca. Das Klima ist gemäßigt; Regen (897 mm/Jahr) fällt hauptsächlich im Winterhalbjahr.

## Bevölkerungsentwicklung
| Jahr      | 1970 | 1981 | 1991 | 2001 | 2011 | 2021 |
| Einwohner | 1040 | 1073 | 953  | 912  | 814  | 788  |

## Sehenswürdigkeiten
- Fabianus-und-Sebastianus-Kirche